# Fernando Finkler
Fernando Augusto Finkler (31 mei 1996) is een Braziliaans wielrenner.

## Carrière
In mei 2015 werd Finkler vijftiende in het eindklassement van de Ronde van Paraná, waarmee hij wel de beste jongere was. Drie maanden later won hij ook het jongerenklassement van de Ronde van Rio de Janeiro. Tijdens die wedstrijd testte hij echter positief op het gebruik van clostebol. Hij werd door de UCI voor een jaar geschorst en zijn winst in Rio de Janeiro werd hem afgenomen.
Na zijn rentree werd Finkler in 2017 onder meer vijfde in het bergklassement van de Carpathian Couriers Race en zesde in het nationale kampioenschap tijdrijden voor beloften.

## Overwinningen
2015
Jongerenklassement Ronde van Paraná
Jongerenklassement Ronde van Rio de Janeiro